# Dolenja vas pri Raki
Dolenja vas pri Raki je naselje v Občini Krško.